# Warlaam
Mitropolit Warlaam (russisch Митрополит Варлаам, wiss. Transliteration Mitropolit Varlaam, auch: Varlaam) war Metropolit von Moskau von 1511 bis 1521. Ab 1506 war er Archimandrit des Simonow-Klosters bei Moskau.

## Leben
Warlaam wurde von Großfürst Wassili III. am 27. Juli 1511 ausgewählt und am 3. August 1511 als Metropolit konsekriert. Er galt als streng und nie kriecherisch gegenüber dem Großfürsten und handelte nie gegen sein eigenes Gewissen. Er gehörte zu den Nestjaschateli (нестяжатели, nestyazhateli), die gegen Landeigentümerschaft der Kirche waren, obwohl die Gruppe bereits früher bei Kirchenkonzilen unterlegen war. Er unterstützte auch Maxim den Griechen, der nach Moskau gebracht worden war um griechische Texte zu übersetzen.
1515 weihte Warlaam die Hauptkirche des Chutynski-Klosters (Chutynski Spasso-Preobraschenski Warlaamijew monastyr, Хутынский Спасо-Преображенский Варлаамиев монастырь) vor den Toren von Weliki Nowgorod, da der Sitz des Erzbischofs ab 1509 vakant war. Im selben Jahr weihte er das Tichwinski Kloster (Тихвинский монастырь), auch in der Eparchie Nowgorod.
Aufgrund eines Konflikt mit Wassili III., der wünschte sich von seiner Frau scheiden zu lassen und wiederzuheiraten, wurde Warlaam am 17. Dezember 1521 aus seinem Amt enthoben. Er wurde anfangs in Ketten in das Kirillo-Beloserski-Kloster nördlich von Moskau gebracht, aber bald in das Spasso-Preobraschenski Swjato-Kamenny Kloster (Спасо-Преображенский Свято-Каменный монастырь) in Wologda gebracht, wo er 1522 irgendwann starb.